# Marcantonio della Torre
Marcantonio della Torre, 1481-1511, est un docteur en anatomie italien de l'université de Pavie et de Padoue.

## Biographie
En  1510 et 1511, Marcantonio della Torre et Léonard de Vinci ont compilé lors de leurs recherches anatomiques et médicales, le « Traité de la peinture », qui malgré son nom est un ensemble de travaux théoriques sur l'anatomie avec plus de deux cents dessins de Léonard.
Marcantonio décède de la peste à Pavie en 1511.

## Postérité
Andrea Briosco exécuta huit bas-reliefs (1516 - 1521) pour le monument funéraire de Girolamo et Marc Antonio della Torre à San Fermo Maggiore de Vérone. Ces huit bas-reliefs sont conservés au musée du Louvre :
- Della Torre professant la médecine, 1516 - 1521, Padoue, bronze, 37 x 49 cm
- La Renommée sur la terre
- Le Paradis
- Descente aux Enfers
- La Maladie
- Sacrifice à Esculape
- La Mort
- Les Funérailles